# Cantó de Neuillé-Pont-Pierre
El cantó de Neuillé-Pont-Pierre és un cantó francès del departament de l'Indre i Loira, situat al districte de Tours. Té 10 municipis i el cap és Neuillé-Pont-Pierre.

## Municipis
- Beaumont-la-Ronce
- Cerelles
- Charentilly
- Neuillé-Pont-Pierre
- Pernay
- Rouziers-de-Touraine
- Saint-Antoine-du-Rocher
- Saint-Roch
- Semblançay
- Sonzay

## Història
| Data d'elecció                           | Identitat          | Partit                                 | Qualitat |
| ---------------------------------------- | ------------------ | -------------------------------------- | -------- |
| 1945-1970                                | Jacques Vassor     | CNIP                                   |          |
| 1970-1994                                | Pierre de Beaumont | radical, després UDF                   |          |
| 1994-2008                                | Joël Pélicot       | Divers gauche, després UDF, després NC |          |
| 2008-                                    | Dominique Lachaud  | PS                                     |          |
| les dades anteriors no són pas conegudes |                    |                                        |          |
|                                          |                    |                                        |          |